# Z9001-OS
Z9001-OS ist ein 1984 erschienenes Betriebssystem für die Kleincomputer Z9001 bzw. KC 85/1 sowie KC 87.

## Entwicklung
Als die Entwicklung des Z9001 im Oktober 1983 aufgenommen wurde, war ein Betriebssystem nötig. Es basiert auf dem CP/M-80 Vers. 2.2 von Digital Research. Das fertige Produkt, Z9001-OS, war jedoch nur bedingt CP/M-kompatibel, da einige Anpassungen vorgenommen wurden. Es passte auf einen 4 KB großen ROM.

### Besondere Merkmale
Das Einbinden neuer Routinen für die zeichenorientierten logischen I/O-Kanäle war eine Besonderheit, die ihr Vorbild im Betriebssystem CP/M fand. Es konnten bis zu 4 physische Druckertreiber verwaltet werden.
Ein Bug verhinderte die Anzeige des Cursors bei S/W-TV-Geräten, falls der Computer mit einer Farbkarte bestückt ist. Mit Eingabe des Befehls POKE -4152,16 im HC-BASIC wurde er wieder sichtbar.

## Bedienung

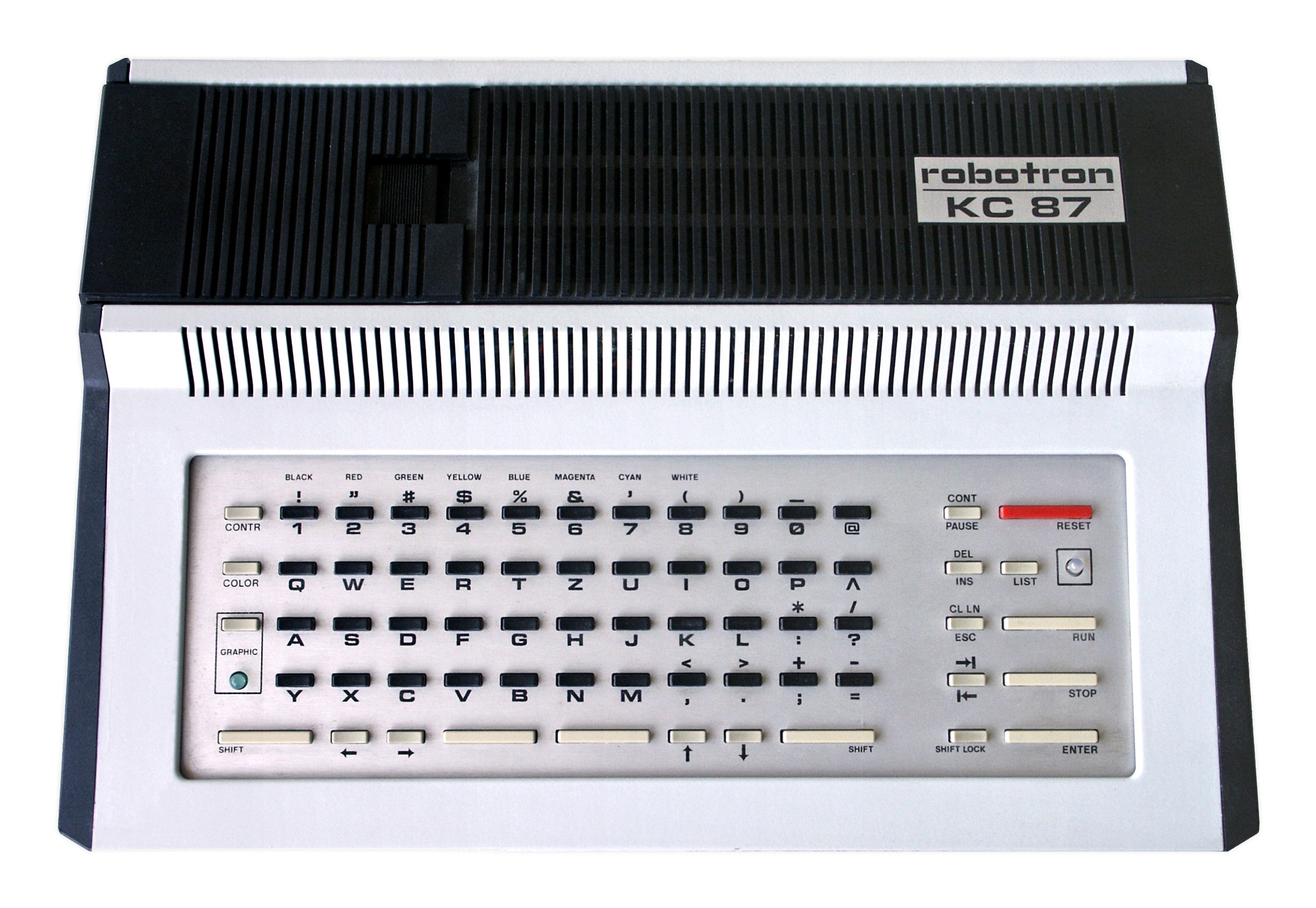
Ein KC 87-Grundgerät

Nach Einschalten des Rechners meldet sich immer das OS. Hier kann man Befehle direkt eingeben und weitere Programme starten. Laden und speichern war mittels Kassette, Diskette und Modul möglich.

## Versionen
Eine neue Version erschien immer analog zu einem neuen Modell. Insgesamt erschienen drei Versionen:
- OS 1.1 (Z9001), 09/1984: Urversion
- OS 1.2 (KC 85/1), 03/1985: Unterschiede im ASGN-Kommando, der Druckerabschaltung, Schutzbyte für Kassetteninterface liegt an einer anderen Stelle im FCB, der BAT-Treiber ist ohne Funktion, kein Signalton bei Fehlermeldungen
- OS 1.3 (KC 87), 04/1987: einziger Unterschied zur vorhergehenden Version ist die Versionskennung und die Tastenbelegung[4][5]

Mit Auslaufen der Produktion des KC 87 im März 1989 wurde die Weiterentwicklung abgebrochen.

## Programme
Als alternatives Betriebssystem stand ein vollwertiges CP/M namens SCP zur Verfügung, mit HC-BASIC der dominierende BASIC-Interpreter innerhalb der DDR. Natürlich gab es auch Textverarbeitungen, Systemprogramme, Spiele usw.